# Molchat Doma
Molchat Doma (en ruso: Молчат Дома, en español, Casas en Silencio) es una banda de post punk ruso y coldwave bielorrusa fundada en Minsk en 2017. Su música combina elementos de post-punk, new wave, darkwave y synth-pop.
El grupo se ha visto muy influido por el rock ruso, sobre todo por la banda Kinó. Su música ha sido descrita como nostalgia de la era soviética, que dibuja una imagen melancólica de la vida y añoranza de la época del Partido Comunista y de la vida contemporánea bielorrusa. Su música ha sido descrita como melancólica y sus letras como introspectivas y oscuras, creadoras de una atmósfera nostálgica y distópica. 
El grupo, conocido originalmente en los Estados postsoviéticos, saltó a la fama europea e internacional tras la publicación de su segundo álbum, Etazhi (Этажи, Pisos), en 2018.

## Historia
La banda se fundó a inicios del año 2017 en Minsk, por Egor Shkutko y Roman Komogortsev. En un principio el grupo estaba formado solo por Komogortsev y Shkutko, este último como bajista. Unos meses después, a mitad de año, se unió al grupo Pavel Kozlov, estableciéndose así definitivamente como un trío musical.
El grupo fue contratado por el sello independiente alemán Detriri Records, lanzando los álbumes С Крыш Наших Домов en 2017 y Этажи al año siguiente. Este último se incluyó en "Los 20 mejores álbumes de 2018", según los críticos británicos.
En 2019, se presentaron en festivales como Pop-Kultur (Berlín, Alemania) y Tallinn Music Week (Tallinn, Estonia), donde fueron elogiados por el periodista británico Kiron Tyler, como un "grupo de clase mundial" y cuya "comprensión instintiva del trío es especial". Del 5 al 8 de noviembre de 2019, la banda giró por España. A su vez, la empresa Hugo Boss lanzó un comercial para una nueva colección "pre-primavera 2020", con la canción "На дне" de fondo.
En enero de 2020, firmaron con el sello neoyorkino Sacred Bones, reeditando sus dos primeros álbumes en formato de disco de vinilo para Estados Unidos. Sumado a esto, la banda giraría por Norteamérica por primera vez, junto a Chrysta Bell, sumada a una presentación en Fluff Fest (República Checa), festival independiente orientado normalmente al hardcore punk. Esta y todas sus presentaciones han sido canceladas debido a la pandemia del COVID.
La banda contribuyó a un álbum tributo a Black Sabbath, titulado What Is This That Stands Before Me?, junto con otras bandas de Sacred Bones. Interpretaron su propia adaptación de "Heaven and Hell" en ruso. El álbum fue lanzado en mayo de 2020, y a fin de mes publicada como sencillo en plataformas digitales.
El 25 de agosto de 2020 la banda junto a Molly Nilsson, The Youth Underground y diversos músicos de origen europeo participaron del álbum For Belarus, de veintidós canciones, en donde Molchat Doma cedió la canción "Я не коммунист". Los fondos obtenidos de la venta del álbum (cuyo precio es a voluntad) serán destinados para Belarus Solidarity Foundation, entidad que apoya a los ciudadanos que han sido reprimidos o han perdido su trabajo debido a su participación en las huelgas y protestas pacíficas de Bielorrusia.
El 15 de septiembre de 2020 anunciaron que editaran su tercer álbum titulado Monument será editado el 13 de noviembre. Editaron el sencillo de avance "Ne Smeshno".
Luego de la pandemia por COVID-19, Molchat Doma anunció el 26 de enero de 2022 una gira por Hispanoamérica, la cual le llevó a recorrer cuatro países del continente (México, Colombia, Chile y Argentina), realizando una presentación el día 9 de abril de 2022 en el teatro Caupolicán de Santiago de Chile, la cual contó con más de 4000 asistentes, resultando un éxito para la banda y una sorpresa por la gran cantidad de fanes que acudieron al encuentro.
Dado el éxito experimentado en el concierto celebrado en Chile, el 2 de septiembre de 2022 fue confirmada una segunda presentación de la banda en el país, la cual se realizará bajo el alero del festival RockOut el día 10 de noviembre de 2022, evento en el que compartirán escenario con bandas como The Killers, LP y Miranda, entre otras.

## Estilo musical e influencias

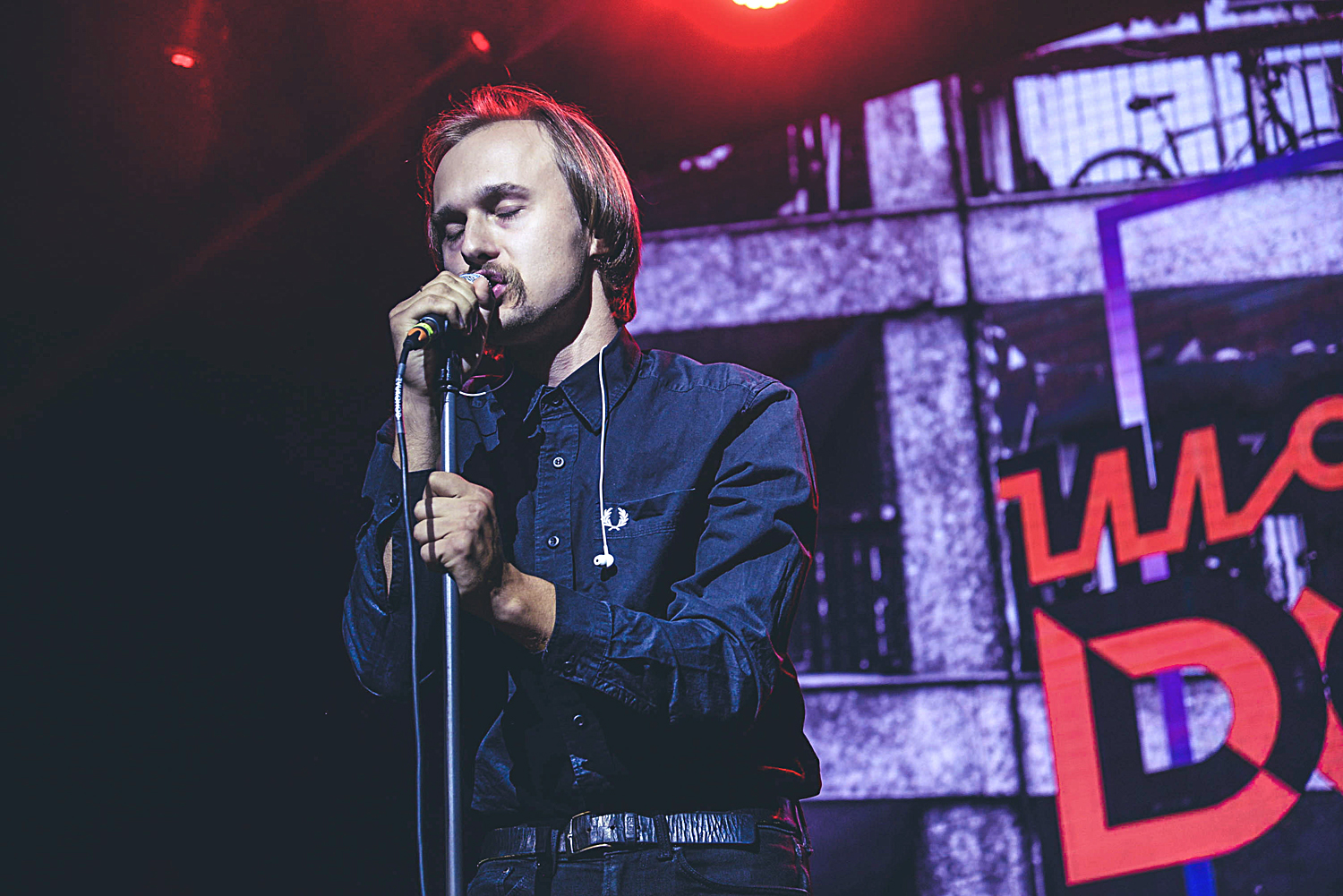
Molchat Doma en San Petersburgo (Rusia) el 5 de septiembre de 2020.

Molchat Doma ha declarado que fueron influenciados por el rock ruso de los años 80, época de la Perestroika, especialmente de Kinó. También han citado a The Cure, Joy Division y Depeche Mode.
En su sitio web, el trío describe su sonido como "post-punk, new wave y un extremadamente oscuro synth-pop". Siendo su música etiquetada en dichos subgéneros, además de coldwave. A su vez, destaca el reemplazo de la batería por caja de ritmos. El sitio web Emerging Europe describió sus letras como "no explícitamente antisoviéticas" sino "[pintando] una imagen sombría de la vida bajo el comunismo, así como la vida contemporánea en Bielorrusia, un país que todavía intenta liberarse de los grilletes de su pasado comunista. Si hubieran existido hace cuarenta años, la censura estatal soviética habría negado a la banda el derecho de grabar". Molchat Doma a menudo se ha relacionado con la música doomer, un tipo específico de música que contiene atmósferas frías y sombrías, letras depresivas e introspectivas generalmente centradas en la soledad, y un sonido distópico en general. Como resultado, muchas de sus canciones han aparecido en "listas de reproducción doomer" de YouTube, lo cual jugó un papel clave de popularidad a través de la plataforma.
Una reseña de su primer álbum en 2017 señaló que:

No hicieron trampas y escribieron grandes textos sinceros, cuyas líneas se pueden sacar de contexto como se quiera y casi al azar, pero serán en el tema, interesantes, memorables y perfectamente citados; han grabado música impresionante en el espíritu de los buques insignia y leyendas del género como Joy Division, Bauhaus y The Cure; finalmente, de alguna manera desconocida se esforzaron, en algún lugar giraron algunas palancas, tocaron un par de conciertos donde era necesario, y así encontraron personas interesadas en su música, el público objetivo muy específico que cualquier creador necesita tanto. Finalmente, ahora está leyendo esta revisión.

## Miembros
- Egor Shkutko – voces
- Roman Komogortsev – guitarras, sintetizadores, caja de ritmos, percusión
- Pavel Kozlov – bajo, sintetizadores

## Discografía
- С крыш наших домов/S krysh nashikh domov (2017)
- Этажи/Etazhi (2018)
- Монумент/Monument (2020)
- Белая Полоса/Belaya Polosa (2024)